# Eupithecia deserticola
Eupithecia deserticola är en fjärilsart som beskrevs av Mcdunnough 1946. Eupithecia deserticola ingår i släktet Eupithecia och familjen mätare. Inga underarter finns listade i Catalogue of Life.